# Peribatodes inouei
Peribatodes inouei är en fjärilsart som beskrevs av Dieter Stüning 1987. Peribatodes inouei ingår i släktet Peribatodes och familjen mätare. Inga underarter finns listade i Catalogue of Life.